# Umeå tingslags valkrets
Umeå tingslags valkrets var i valen till andra kammaren 1866–1872 samt 1893–1908 en egen valkrets med ett mandat. Vid valen 1875–1881 ingick området i stället i Umeå, Nordmalings och Bjurholms tingslags valkrets och i valen 1884–1890 i Västerbottens södra domsagas valkrets. 
Valkretsen motsvarade geografiskt ungefär dagens Umeå och Vännäs kommuner (med undantag för Umeå stad, som i valen 1866–1872 ingick i Härnösands, Umeå, Luleå och Piteå valkrets, i valet 1875 i Härnösands, Umeå, Skellefteå, Piteå, Luleå och Haparanda valkrets, i valen 1878–1884 i Luleå, Umeå, Piteå, Haparanda och Skellefteå valkrets, från extravalet 1887 till valet 1893 i Härnösands, Umeå och Skellefteå valkrets och från valet 1896 i Umeå, Skellefteå och Piteå valkrets). 
Vid införandet av proportionellt valsystem i andrakammarvalet 1911 avskaffades valkretsen slutgiltigt, och området överfördes till Västerbottens läns södra valkrets.

## Riksdagsmän
- Olof Nilsson, lmp (1867–1869)
- Per Jonsson (1870–1872)
- Olof Nilsson, lmp (1873–1874)
- Johan Peter Lundberg (3/2–12/4 1875)

1876–1884: se Umeå, Nordmalings och Bjurholms tingslags valkrets; 1885–1893: se Västerbottens södra domsagas valkrets
- Johan Nilsson, gamla lmp 1894, lmp 1895–1902 (1894–1902)
- Johan Andersson, lib s (1903–1908)
- Johan Rehn, vänstervilde 1909, lib s 1910–1911 (1909–1911)

## Valresultat

### 1896
| Andrakammarvalet i Sverige 1896: Umeå tingslags valkrets | Andrakammarvalet i Sverige 1896: Umeå tingslags valkrets | Andrakammarvalet i Sverige 1896: Umeå tingslags valkrets | Andrakammarvalet i Sverige 1896: Umeå tingslags valkrets | Andrakammarvalet i Sverige 1896: Umeå tingslags valkrets |
| Kandidat                                                 | Kandidat                                                 | Röster                                                   | Röster                                                   | Röster                                                   |
| Kandidat                                                 | Kandidat                                                 | Antal                                                    | %                                                        | +− %                                                     |
| -------------------------------------------------------- | -------------------------------------------------------- | -------------------------------------------------------- | -------------------------------------------------------- | -------------------------------------------------------- |
|                                                          | Johan Nilsson                                            | 21                                                       | 87,5                                                     |                                                          |
|                                                          | Närmaste kandidat                                        | 3                                                        | 12,5                                                     |                                                          |
| Antal giltiga röster                                     | Antal giltiga röster                                     | 24                                                       |                                                          |                                                          |
| Kasserade röster                                         | Kasserade röster                                         | 0                                                        |                                                          |                                                          |
| Totalt                                                   | Totalt                                                   | 24                                                       |                                                          |                                                          |

Valkretsen hade 23 604 invånare den 31 december 1895, varav 2 103 eller 9,1 % var valberättigade. 75 personer deltog i valet av 4 elektorer, ett valdeltagande på 3,6 %.

### 1899
| Andrakammarvalet i Sverige 1899: Umeå tingslags valkrets | Andrakammarvalet i Sverige 1899: Umeå tingslags valkrets | Andrakammarvalet i Sverige 1899: Umeå tingslags valkrets | Andrakammarvalet i Sverige 1899: Umeå tingslags valkrets | Andrakammarvalet i Sverige 1899: Umeå tingslags valkrets |
| Kandidat                                                 | Kandidat                                                 | Röster                                                   | Röster                                                   | Röster                                                   |
| Kandidat                                                 | Kandidat                                                 | Antal                                                    | %                                                        | +− %                                                     |
| -------------------------------------------------------- | -------------------------------------------------------- | -------------------------------------------------------- | -------------------------------------------------------- | -------------------------------------------------------- |
|                                                          | Johan Nilsson                                            | 317                                                      | 63,5                                                     | ▼24,0                                                    |
|                                                          | K.W. Wallberg                                            | 77                                                       | 15,4                                                     |                                                          |
|                                                          | Övriga kandidater                                        | 105                                                      | 21,1                                                     |                                                          |
| Antal giltiga röster                                     | Antal giltiga röster                                     | 499                                                      |                                                          |                                                          |
| Kasserade röster                                         | Kasserade röster                                         | 0                                                        |                                                          |                                                          |
| Totalt                                                   | Totalt                                                   | 499                                                      |                                                          |                                                          |

Valet hölls den 10 september 1899. Valkretsen hade 24 308 invånare den 31 december 1898, varav 2 198 eller 9,0 % var valberättigade. 499 personer deltog i valet, ett valdeltagande på 22,7 %. Valet överklagades men fastställdes.

### 1902
| Andrakammarvalet i Sverige 1902: Umeå tingslags valkrets | Andrakammarvalet i Sverige 1902: Umeå tingslags valkrets | Andrakammarvalet i Sverige 1902: Umeå tingslags valkrets | Andrakammarvalet i Sverige 1902: Umeå tingslags valkrets | Andrakammarvalet i Sverige 1902: Umeå tingslags valkrets |
| Kandidat                                                 | Kandidat                                                 | Röster                                                   | Röster                                                   | Röster                                                   |
| Kandidat                                                 | Kandidat                                                 | Antal                                                    | %                                                        | +− %                                                     |
| -------------------------------------------------------- | -------------------------------------------------------- | -------------------------------------------------------- | -------------------------------------------------------- | -------------------------------------------------------- |
|                                                          | Johan Andersson                                          | 453                                                      | 68,4                                                     |                                                          |
|                                                          | Johan Nilsson                                            | 201                                                      | 30,4                                                     | ▼4,9                                                     |
|                                                          | Övriga kandidater                                        | 8                                                        | 1,2                                                      |                                                          |
| Antal giltiga röster                                     | Antal giltiga röster                                     | 662                                                      |                                                          |                                                          |
| Kasserade röster                                         | Kasserade röster                                         | 1                                                        |                                                          |                                                          |
| Totalt                                                   | Totalt                                                   | 663                                                      |                                                          |                                                          |

Valet hölls den 20 september 1902. Valkretsen hade 25 409 invånare den 31 december 1901, varav 2 674 eller 10,5 % var valberättigade. 663 personer deltog i valet, ett valdeltagande på 24,8 %.

### 1905
| Andrakammarvalet i Sverige 1905: Umeå tingslags valkrets | Andrakammarvalet i Sverige 1905: Umeå tingslags valkrets | Andrakammarvalet i Sverige 1905: Umeå tingslags valkrets | Andrakammarvalet i Sverige 1905: Umeå tingslags valkrets | Andrakammarvalet i Sverige 1905: Umeå tingslags valkrets |
| Kandidat                                                 | Kandidat                                                 | Röster                                                   | Röster                                                   | Röster                                                   |
| Kandidat                                                 | Kandidat                                                 | Antal                                                    | %                                                        | +− %                                                     |
| -------------------------------------------------------- | -------------------------------------------------------- | -------------------------------------------------------- | -------------------------------------------------------- | -------------------------------------------------------- |
|                                                          | Johan Andersson                                          | 658                                                      | 66,9                                                     | ▼1,5                                                     |
|                                                          | August Lundberg i Teg                                    | 326                                                      | 33,1                                                     |                                                          |
| Antal giltiga röster                                     | Antal giltiga röster                                     | 984                                                      |                                                          |                                                          |
| Kasserade röster                                         | Kasserade röster                                         | 2                                                        |                                                          |                                                          |
| Totalt                                                   | Totalt                                                   | 986                                                      |                                                          |                                                          |

Valet hölls den 17 september 1905. Valkretsen hade 25 895 invånare den 31 december 1904, varav 2 788 eller 10,7 % var valberättigade. 986 personer deltog i valet, ett valdeltagande på 35,4 %.

### 1908
| Andrakammarvalet i Sverige 1908: Umeå tingslags valkrets | Andrakammarvalet i Sverige 1908: Umeå tingslags valkrets | Andrakammarvalet i Sverige 1908: Umeå tingslags valkrets | Andrakammarvalet i Sverige 1908: Umeå tingslags valkrets | Andrakammarvalet i Sverige 1908: Umeå tingslags valkrets |
| Kandidat                                                 | Kandidat                                                 | Röster                                                   | Röster                                                   | Röster                                                   |
| Kandidat                                                 | Kandidat                                                 | Antal                                                    | %                                                        | +− %                                                     |
| -------------------------------------------------------- | -------------------------------------------------------- | -------------------------------------------------------- | -------------------------------------------------------- | -------------------------------------------------------- |
|                                                          | Johan Rehn                                               | 795                                                      | 52,6                                                     |                                                          |
|                                                          | Johan Andersson                                          | 717                                                      | 47,4                                                     | ▼19,5                                                    |
| Antal giltiga röster                                     | Antal giltiga röster                                     | 1 512                                                    |                                                          |                                                          |
| Kasserade röster                                         | Kasserade röster                                         | 1                                                        |                                                          |                                                          |
| Totalt                                                   | Totalt                                                   | 1 513                                                    |                                                          |                                                          |

Valet hölls den 27 september 1908. Valkretsen hade 26 777 invånare den 31 december 1907, varav 2 839 eller 10,6 % var valberättigade. 1 513 personer deltog i valet, ett valdeltagande på 53,3 %. Valet överklagades hos både landshövdingen i Västerbottens län och Kunglig Majestät.